# 보국사
보국사(輔國寺)는 조선 숙종 37년(1711년) 때에 북한산성 축성 이후 산성의 수비를 위해 창건된 사찰 13개 중 하나로, 승려 탁심(琢心)과 명희(明凞) 등이 창건하였다고 전해진다. 현재는 빈터만 남아 있다.